# Bell Acres
Bell Acres é um distrito localizado no estado norte-americano da Pensilvânia, no Condado de Allegheny.

## Demografia
Segundo o censo norte-americano de 2000, a sua população era de 1382 habitantes. 
Em 2006, foi estimada uma população de 1383, um aumento de 1 (0.1%).

## Geografia
De acordo com o United States Census Bureau tem uma área de 13,5 km², dos quais 13,5 km² cobertos por terra e 0,0 km² cobertos por água.

## Localidades na vizinhança
O diagrama seguinte representa as localidades num raio de 8 km ao redor de Bell Acres. 